# Henuttaui (princesa)
| V28 | W10 · t | N17 · N17 | B1 |

| V28 | W10 · t | N17 · N17 | B1 |

Henuttaui, Henuttauy, también conocida egiptológicamente como Henuttauy B, la Señora de las Dos Tierras (ḥnw.t-t3.wỉ), fue una antigua princesa egipcia de la dinastía XXI. 
Sus padres fueron Pinedyem I, el sumo sacerdote de Amón, autoproclamado faraón, que gobernó la parte sur de Egipto durante la dinastía XXI, y su madre, Duathathor-Henuttaui, hija del faraón Ramsés XI. Se la representa en el templo de Luxor con su padre y sus dos hermanas, Maatkara y Mutnedymet. Era cantora de Amón y flautista de Mut.
Henuttaui fue enterrada en la tumba MMA 60 en Deir el-Bahari con sus parientes.